# پوکا موراس
پوکا موراس (به اسپانیایی: Puca Mauras) یک کوه در پرو است که در Peru, Arequipa Region, Castilla Province, Chachas District واقع شده‌است. پوکا موراس ۴٬۹۵۵ متر بالاتر از سطح دریا واقع شده‌است.